# Taraklı (district)
Taraklı is een Turks district in de provincie Sakarya en telt 7.503 inwoners (2007). Het district heeft een oppervlakte van 332 km².
De bevolkingsontwikkeling van het district is weergegeven in onderstaande tabel.
| 1997   | 2000  | 2007  |
| ------ | ----- | ----- |
| 10.436 | 9.212 | 7.503 |